# Molde
Molde är en tätort (norska: tettsted) och stad (norska: by) i landskapet Romsdal som utgör centralort i Molde kommun och residensstad i Møre og Romsdal fylke i västra Norge. I tätorten bor drygt 21 000 personer. Staden är också, sedan 1983, säte för Møre stift.
Staden skadades svårt av tyska flyganfall under andra världskriget 1940.
Ön Veøya ligger i fjorden utanför Molde.

## Kommunikationer
Molde har en egen flygplats, Molde flygplats, som ligger i Årø fem kilometer från staden. Europaväg 39 passerar staden. Det går även färja och snabbåtar till Vestnes. Även Hurtigruten stannar i Molde.

## Kultur
Ett av stadens stora evenemang är Molde International Jazz Festival, den årliga (sedan 1961) jazzfestivalen, där jazzens "stora" namn medverkar. Under festivalen delas årligen utmärkelsen Molderosen ut.

## Sport
Molde har ett fotbollslag som ofta är med i toppen av Eliteserien, Molde FK. 1999 kvalificerade man sig till Champions League. Laget spelar sina hemmamatcher på den moderna Aker stadion, invigd 1998, alldels vid hamninloppet.
Molde Undervannsklubb är ett av Europas bästa lag i undervattensrugby.
Andrine Flemmen, som vunnit några världscuptävlingar i alpint, kommer från Molde.

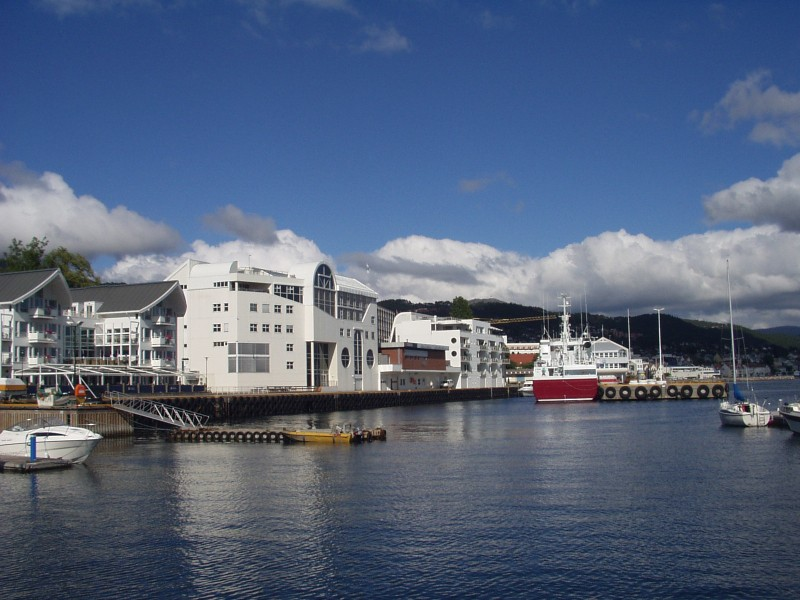
Hamnen i Molde.